# Liste der osttimoresischen Botschafter in Kuba
Diese Liste führt die osttimoresischen Botschafter in Kuba auf. Die Botschaft Osttimors befindet sich in der Quinta Avenida, 7408 - 74 y 76, Miramar Havanna.

## Hintergrund

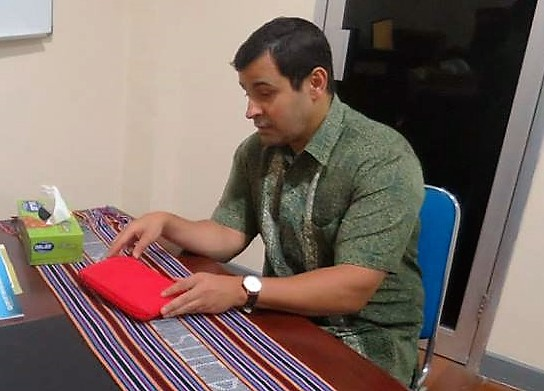
Loro Horta (2016)

Kuba ist ein enger Freund von Osttimor. Bereits bei der ersten Ausrufung der Unabhängigkeit 1975 erhielt Osttimor von Kuba die Anerkennung. Kuba leistet seit der Befreiung Osttimors von der indonesischen Besatzung weitreichende Entwicklungshilfe für den anderen Inselstaat, zum Beispiel in der medizinischen Versorgung. Zahlreiche kubanische Ärzte versehen ihren Dienst in Osttimor und Osttimoresen studieren Medizin in Kuba.

## Liste
| Bild | Name                      | Amtszeit  | Anmerkungen                                            |
|      | Egídio de Jesus           | 2008–2012 | Akkreditierung: 10. Juli 2008                          |
|      | Olímpio Branco            | 2012–2016 |                                                        |
|      | Loro Horta                | 2016–2021 | Sohn von José Ramos-Horta; Ernennung: 11. Februar 2016 |
|      | Eusébio Corsino de Araújo | 2021–2024 | Vereidigung: 13. Juli 2021                             |
|      | Nívio Leite Magalhães     | seit 2024 | Vereidigung: 13. März 2024                             |